# Josefina García Lozano
Josefina García Lozano (Cervera del Llano) es una catedrática española que desempeña la función de rectora de la Universidad Católica San Antonio (UCAM) desde 2008.

## Biografía
En 2002 se convirtió en la primera doctora que salió de la Universidad Católica de Murcia, realizando la tesis: "Modelización de las migraciones del capital humano y factores psicológicos". En 2008 se convirtió en la rectora de la UCAM a propuesta del presidente de la institución José Luis Mendoza Pérez en sustitución de Antonio Montor, quien tuvo que dejar el puesto por motivos de salud.

### Artículos y revistas
- Internacional workshop of análisis, selection, valuation, control and efficiency of projects
- Medición de la eficiencia productiva. El análisis envolvente de datos
- Eficiencia y especialización en las cajas de ahorros españolas (2002-2007)-ISBN 978-84-92954-15-5 , 2010
- La acción tutoríal en la universidad -  ISBN 84-933994-4-2, 2006
- Estudio de la eficiencia de los centros de enseñanza secundaria de Murcia a través del análisis envolvente de datos 2003[2]
- La medición del capital humano - ISBN 84-607-7655-7, 2003
- Desigualdad de la mujer en el mercado laboral -  ISBN 84-8371-251-2, 2001
- Modelos migratorios. Teoría del capital humano -  ISBN 84-8371-251-2, 2001
- Estudio de la eficiencia productiva de los IES de Murcia - ISBN 84-8371-251-2, 2001